# Frederiksværk
Frederiksværk er en by i Nordsjælland med 12.864 indbyggere  (2024), beliggende mellem Arresø og Roskilde Fjord. Byen ligger i Halsnæs Kommune i den nordvestlige del af Region Hovedstaden.

## Etymologi
Da generalmajor J.F. Classen og kompagnonen Just Fabritius fik overdraget værket i 1756, fik byen ved kongelig resolution sit navn, efter værket og kongen. Frederiks · værk – eller på datidens dansk: Friderichsværck.

## Byens historie
Da flyvesandet havde tilstoppet såvel Arresøs gamle forbindelse med Kattegat mod nord som senere dens forbindelse med Isefjorden, lod Frederik IV grave en kanal 1717-19 af danske soldater under ledelse af major Eberlin von Feriden. Efter en gammel overlevering var det dog svenske fanger, der udførte arbejdet, og det kan også godt forholde sig rigtigt, da svenske fanger ofte gik over i dansk tjeneste eller blev sat i arbejde og endog udlejet til godsejere. Kanalen var forudsætningen for, at der kunne bygges store fabriksanlæg, som udnyttede vandkraften. Samtidig opstod byen Frederiksværk.

### Tidlige fabriksforsøg
I 1728 overdrog Frederik IV til overlandbygmester Johan Kornelius Krieger at bygge en agatslibemølle ved kanalen. Møllen tog man i brug i 1729, men den blev allerede nedlagt straks efter Christian VI’s død i 1746. I de næste år var der planer om at omdanne møllen til en læderfabrik, hvilket dog ikke blev til noget. Derimod inddrog kongen 1751 en større strækning ved åen og overlod til franskmanden Etienne Jandin de Peyrembert at anlægge et kanonværk her. Selv om kongen skød betydelige summer i projektet, mislykkedes arbejdet med at fremstille brugbare kanoner. I 1756 skænkede Frederik V agatmøllen til etatsråd Just Fabritius og kancelliråd, senere generalmajor, Johan Frederik Classen med dertilhørende mere end 90 tønder land. Arealet blev siden udvidet på betingelse af, at de to entreprenører anlagde et krudtværk. I 1758 producerede man det første krudt på værket, der fik navnet Frederiksværk. For at skaffe vandkraft til denne industri udgravede man den kanal, der bøjer mod nord fra åen, som fører vandet fra Arresø til Roskilde Fjord. Ved indgangen til krudtværket blev kanalen bøjet mod vest og fortsat, indtil den mundede ud i fjorden; ved ombøjningen opførtes et bolværk med sluse, for at man kunne lede vandet, og opføre stampe- og kærnemøller på stedet. Derudover anlagde de to kompagnoner et kanonstøberi og kunne således levere både krudt og kanoner til hæren under den aktuelle og faretruende Preussiske Syvårskrig, hvorfor de blev stærkt begunstigede af staten.

### Johan Frederik Classen
Fabricius udtrådte af kompagniskabet i 1760, hvorefter værket overgik til egentlig statsejendom ved kongens køb af Frederiksværk for 130.000 rigsdaler. Men den enevældige majestæt lod Classen fortsætte med at bestyre det ved både at beholde inspektionen og, som det hed, "at han dermed efter eget Behag maa skalte og valte, som han vil". Efter et forgæves forsøg på at få Frederiksværk (tillige med Kronborg Geværfabrik) gratis tilskødet, blev Classen eneejer af værket mod en købesum på 100.000 rigsdaler. Gunstige handelsforhold, navnlig under den Nordamerikanske Frihedskrig, og stor imødekommenhed fra kongens side, satte Classen i stand til at udrette meget, så at ikke alene hans fabrikker blomstrede op, men hele stedet og egnen gik frem. Med held lod han hele det sandede terræn beplante, hvilket ikke alene gav træ nok til krudtmøllerne, men også skaffede læ for byen. Han virkede også som ivrig landmand og ejede store jordarealer omkring byen. Bøndergodset, som han erhvervede i 1768, udgjorde 798 tønder land hartkorn. Her fik han tilladelse til at oprette hovedgårdene Arresødal og Grønnessegård.
En central del af kanonværket var Gjethuset, et støbehus opført i to etaper. Nordfløjen var færdigopført i 1764, mens den trefløjede industribygning stod færdig i 1769. Efter en periode med kraftigt forfald i sidste halvdel af 1900-tallet blev Gjethuset og området omkring det gennemgribende restaureret i begyndelsen af 1990'erne, og det tjener i dag som kulturhus.
Efter Classens død på Arresødal den 24. marts 1792 blev ifølge en bestemmelse i hans testamente Frederiksværks etablissement med bygninger og maskiner samt de to godser Arresødal og Grønnessegård overdraget til landgreve Carl af Hessen, imod at denne årlig betalte 7.000 rigsdaler til det af Classen ved testamentet oprettede fideikommis. I året 1804 overdrog landgreven godserne og Frederiksværk, hvis gæld var vokset, så den oversteg ejendommens værdi, til sin svigersøn, kronprins Frederik (senere Frederik VI). Kronprinsen oprettede en egen administration, indtil ejendommene helt kunne blive statsejendom efter udløsning af medarvingerne. Disse forhandlinger fortsatte under hele Frederik VI’s regeringstid og var først tilendebragt i begyndelsen af Christian VIIIs (1840).
Det anslås, at der blev produceret mellem 2.500 og 2.600 kanoner i Frederiksværk, frem til kanonproduktionen stoppede i 1833.

### Handelsplads
I midten af 1800-tallet beskrives Frederiksværk som en fabriksby med jernstøberi (90 arbejdere), maskinfabrik (60 arbejdere), knivfabrik med slibemølle (57 arbejdere), krudtfabrik (27 arbejdere) og kobbervalseværk (24 arbejdere) samt adskillige mindre, private virksomheder fra bryggerier til et "smedeværksted for agerdyrkningsredskaber" samt et par priviligerede handelsvirksomheder.
I 1850 fik Frederiksværk status af handelsplads. Til trods herfor var den samtidige J.P. Trap skeptisk med hensyn til stedets handelsmuligheder. I første udgave af sin statistisk-topografiske beskrivelse af Danmark skrev han: "Om Frederiksværk, når de tvende førnævnte købmandsberettigelser ved besiddernes død eller ved afløsning måtte blive hævede, ville kunne under friere konkurrence hæve sig som handelssted, anses som tvivlsomt".

### Fæstegodset sælges til selveje
Ifølge lov af 8. april 1851 blev fæstegodset solgt til selvejendom i årene 1854-55, Arresødal blev solgt i 1855, Grønnessegård i 1859.

### Heegaard og landmilitæretaten
Fabrikkerne blev ifølge lov af 4. maj 1856 i 1857 afhændede til fabrikejer Anker Heegaard, der overtog dem 1. januar 1858 og drev dem som maskinfabrik, jernstøberi og emaljeværksted, mens krudtværket bevaredes som statsejendom og gik over til landmilitæretaten.
Krudtværket blev senere underlagt direktøren for artilleriets tekniske tjeneste og var fra anlæggelsen hærens hovedleverandør. Fra 1884 leverede det også krudt til flåden. Det ældste krudt, der fabrikeredes, var stampemøllekrudt. I 1862 blev de gamle stampemøller nedlagt, og man gik over til produktion af valsepressekrudt (laminoirkrudt). Senere fremstillede man krudt ved hydraulisk presning, siden prismatisk krudt, først sort og senere brunt. Værket havde så godt som ene leveret alt det brune krudt, der benyttedes til ladninger af selv rigets sværeste kystkanoner. Endelig i 1891 gik man over til fabrikationen af røgfrit krudt. Man anlagde da en afsidesliggende afdeling i Arresødal Skov ved søen, Sørups Vang, hvor enkelte operationer ved det røgfri krudts fabrikation foregik. Mens den egentlige fabrikation foregik på det gamle krudtværk, hvor der derfor blev opført flere nye bygninger.
Krudtmøllerne var i begyndelsen udelukkende drevet af vandkraft. Der fandtes endnu omkring år 1900 tre vandhjul, hvoraf et var en turbine. Men da møllernes antal blev betydeligt forøget, og da vandkraften ikke slog til, indførtes tillige dampkraft.
Frederiksværks befolkning steg i slutningen af 1800-tallet og begyndelsen af 1900-tallet. Der boede 739 mennesker i byen i 1850, 708 i 1855, 764 i 1860, 915 i 1870, 839 i 1880, 1.098 i 1890, 1.431 i 1901, 1.664 i 1906 og 1.672 i 1911.
Af de 1.664 indbyggere i Frederiksværk i 1906 ernærede 129 sig ved immateriel virksomhed, 44 ved landbrug, skovbrug og mejeridrift, 42 ved fiskeri, 945 ved håndværk og industri, 269 ved handel med mere, 109 ved samfærdsel, 82 var aftægtsfolk, 17 levede af offentlig understøttelse og 27 af anden eller uangiven virksomhed.

### Jernbaneforbindelse og købstadsrettigheder
I 1897 fik byen jernbaneforbindelse til Hillerød (det nuværende HFHJ) og i 1916 til Hundested.
I 1907 fik Frederiksværk købstadsrettigheder.

### Mellemkrigstiden
I mellemkrigsårene var Frederiksværks indbyggertal voksende: Byen havde i 1921 2.022 borgere, i 1925 2.040, i 1930 2.061, i 1935 2.227, i 1940 2.248 indbyggere. Samtidig voksede forstæderne Åsebro, Enghaverne og Vinderød Skov samt Strandvejen, Bjørnehoved og Hvide Klint i Kregme-Vinderød Kommune, hvor folk, som arbejdede i Frederiksværk, slog sig ned.
| År                                      | 1921  | 1925  | 1930  | 1935  | 1940  |
| --------------------------------------- | ----- | ----- | ----- | ----- | ----- |
| Frederiksværk købstad                   | 2.022 | 2.040 | 2.061 | 2.227 | 2.248 |
| Åsebro, Enghaverne og Vinderød Skov     | 168   | 167   | 171   | 195   | 477   |
| Strandvejen, Bjørnehoved og Hvide Klint | -     | 95    | 120   | 112   | 216   |
| Frederiksværk med forstæder             | 2.190 | 2.302 | 2.352 | 2.534 | 2.941 |

Ved folketællingen i 1930 havde Frederiksværk 2.061 indbyggere. Af dem ernærede 162 sig ved immateriel virksomhed, 899 ved håndværk og industri, 331 ved handel, 144 ved samfærdsel, 71 ved landbrug, skovbrug og fiskeri, 145 ved husgerning, 256 var ude af erhverv, og 53 havde ikke oplyst indkomstkilde.
| Næringsveje                 | Landbrug | Håndværk, industri | Handel og omsætning | Transport | Immateriel virksomhed | Hus- gerning | Ude af erhverv | Uangivet | I alt |
| --------------------------- | -------- | ------------------ | ------------------- | --------- | --------------------- | ------------ | -------------- | -------- | ----- |
| Frederiksværk købstad       | 71       | 899                | 331                 | 144       | 162                   | 145          | 256            | 53       | 2.061 |
| Bjørnehoved                 | 33       | 54                 | 1                   | 3         | 6                     | 7            | 11             | 5        | 120   |
| Enghaverne                  | 50       | 95                 | 6                   | 8         | 0                     | 3            | 9              | 0        | 171   |
| Frederiksværk med forstæder | 154      | 1.048              | 338                 | 155       | 168                   | 155          | 276            | 58       | 2.352 |

### Stålvalseværket
I årene 1940-42 anlagdes "Det danske Staalvalseværk" (DDS), som Frederiksværk nok mest er kendt for. Selvom det blev etableret midt under 2. Verdenskrig, lykkedes det at skabe en dansk fabrikation af stål baseret på skrot. Stålvalseværket var i mange år en vigtig og sikker leverandør til dansk industri og har en del af æren for de danske skibsværfter og maskinfabrikkers succes.
Selvom der tidligere havde været industri i Frederiksværk, var det først med Stålvalseværket, at byen for alvor voksede. Mens der var 2.227 indbyggere i Frederiksværk i 1935, var tallet steget til 4.538 i kommunen i 1965.
Stålvalseværket gik konkurs og lukkede i foråret 2002. Industrianlæggene blev senere genåbnet med nye ejere som DanSteel A/S, mens elektrostålværket forblev lukket. Elektrostålværket blev i august 2007 købt af Vorskla Steel. Produktionen blev genoptaget i februar 2008, men efter et halvt års produktion og endnu et år på kanten af økonomisk kollaps, erklæredes virksomheden konkurs, 15. august 2009.

### Efterkrigstiden
Efter 2. verdenskrig fortsatte Frederiksværk sin befolkningsvækst. I 1945 boede der 3.557 indbyggere i købstaden, i 1950 4.143, i 1955 5.213, i 1960 5.722 og i 1965 6.805. Den største byudviklingen foregik i forstadskommunen Kregme-Vinderød Kommune.
| År                                      | 1945  | 1950  | 1955  | 1960  | 1965  |
| --------------------------------------- | ----- | ----- | ----- | ----- | ----- |
| Frederiksværk købstad                   | 3.029 | 3.968 | 4.306 | 4.435 | 4.538 |
| Åsebro, Enghaverne og Vinderød Skov     | 613   | 967   | 1.253 | 1.317 | 1.578 |
| Strandvejen, Bjørnehoved og Hvide Klint | 228   | 246   | 346   | 403   | 1.604 |
| Frederiksværk med forstæder             | 3.870 | 5.181 | 5.905 | 6.155 | 7.720 |

Byrådet nedsatte et byudviklingsudvalg, som udarbejdede en byudviklingsplan for Frederiksværk-egnen omfattende både købstaden, forstadskommunen og flere landkommuner.

## Museum
I 1964 nedlagde man krudtværket, som nu hed "Hærens Krudtværk". Det blev overtaget af et privat firma, inden det i 1969 blev omdannet til et museum under Tøjhusmuseet. Driften af Krudtværksmuseet overgik i 1993 til Frederiksværkegnens Museum. Senere blev byens museer omorganiseret, således at Krudtværket nu er en del af Industrimuseet Frederiks Værk.
2007 blev Frederiksværk udpeget som nationalt industriminde af Kulturarvsstyrelsen.

## Kendte personer
- Alex Nyborg Madsen, radiovært.
- Anton Frederik Tscherning, tidligere krigsminister.
- Anders Thomas Jensen, filminstruktør/manuskriptforfatter.
- Bill Holmberg, koreograf.
- Benny Nielsen, tidligere landsholdspiller.
- Hanne Boel, sangerinde.
- Kim Christensen, tidligere fodboldspiller i Lyngby og Brøndby.
- Lotte Hammer, forfatter.
- Poul Frode Wilspang, frihedskæmper.
- Susan Olsen, skuespiller.
- Stein Bagger, tidligere direktør i IT Factory og bedrageridømt.
- Søren Hammer, forfatter.
- Thomas Frank , tidligere cheftræner i fodboldklubben Brøndby.
- Kirsten Ebbensgaard, borgmester i Frederiksværk Kommune for "Det Konservative Folkeparti" fra 1982 til 1986 og amtsborgmester for samme parti fra 1990 til 1997.